# Liste der Biografien/Karo
Liste der Biografien |
Portal Biografien |
Personensuche
# |
A |
B |
C |
D |
E |
F |
G |
H |
I |
J |
K |
L |
M |
N |
O |
P |
Q |
R |
S |
T |
U |
V |
W |
X |
Y |
Z |
?
 
Ka |
Kb |
Kc |
Kd |
Ke |
Kf |
Kg |
Kh |
Ki |
Kj |
Kl |
Km |
Kn |
Ko |
Kp |
Kr |
Ks |
Kt |
Ku |
Kv |
Kw |
Ky |
Kx |
Kz
 
Kaa–Kag |
Kah |
Kai |
Kaj |
Kak |
Kal |
Kam |
Kan |
Kao |
Kap |
Kar |
Kas |
Kat |
Kau |
Kav |
Kaw |
Kay |
Kaz
 
Kara |
Karb |
Karc |
Kard |
Kare |
Karf |
Karg |
Karh |
Kari |
Karj |
Kark |
Karl |
Karm |
Karn |
Karo |
Karp |
Karr |
Kars |
Kart |
Karu |
Karv |
Karw |
Kary |
Karz
Die Liste der Biografien führt alle Personen auf, die in der deutschsprachigen Wikipedia einen Artikel haben. Dieses ist eine Teilliste mit 109 Einträgen von Personen, deren Namen mit den Buchstaben „Karo“ beginnt.

## Karo
- Karo (* 1980), deutsche Singer-Songwriterin
- Karo, Georg (1872–1963), deutscher Klassischer Archäologe
- Karo, Helen (* 1974), schwedische Fußballschiedsrichterassistentin
- Karo, Josef (1488–1575), Rabbiner und Kabbalist
- Karo, Silvo (* 1960), jugoslawischer bzw. slowenischer Bergsteiger
- Karo, Stéphane (1960–2016), belgischer Musikproduzent und Filmkomponist

### Karob
- Karoblis, Antanas (1940–2007), litauischer Politiker
- Karoblis, Raimundas (* 1968), litauischer Verwaltungsjurist und Diplomat
- Karoblis, Vincas (1866–1939), litauischer Jurist und Politiker

### Karod
- Karodia, Farida (* 1942), südafrikanisch-kanadische Schriftstellerin

### Karof
- Karoff, Jeffrey, Regisseur und Filmproduzent
- Karoff, Martina (* 1956), deutsche Juristin, Rechtsanwältin und Richterin

### Karok
- Karoki, Bedan (* 1990), kenianischer Langstreckenläufer

### Karol
- Karol G (* 1991), kolumbianische Latin-Pop-SängerinKarol G (* 1991)

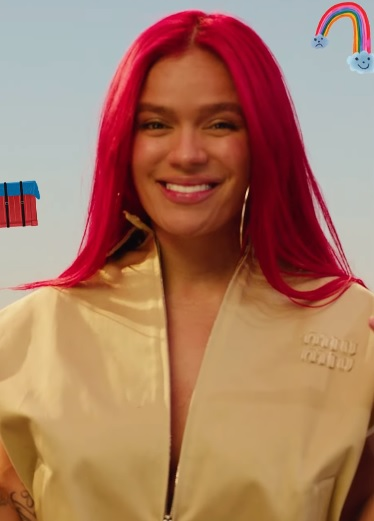
Karol G (* 1991)

- Karol, Dušan (* 1983), tschechischer Tennisspieler
- Karol, Frederick J. (1933–2018), US-amerikanischer Chemieingenieur
- Karol, Gerd (* 1934), deutscher Bergmann und Mitglied der Volkskammer der DDR
- Karol, Jakob (1889–1932), österreichischer Filmproduzent und Produktionsleiter
- Karol, Julija (* 1991), belarussische Mittelstreckenläuferin
- Karol, Miloš (* 2002), slowakischer Tennisspieler
- Karol, Tina (* 1985), ukrainische Sängerin
- Karol, Wilhelm (* 1898), österreichischer Filmmanager
- Karolak, Wojciech (1939–2021), polnischer Jazzmusiker
- Karolczak, Harald (1933–2014), niederdeutscher Autor
- Karolewski, Ireneusz Paweł (* 1971), polnischer Politikwissenschaftler
- Karolewski, Marcin (* 2002), polnischer Sprinter
- Karoli, Hermann (1906–1996), deutscher Wirtschaftsfunktionär
- Karoli, Michael (1948–2001), deutscher Musiker und Komponist
- Karolik, Ljudmila (* 1975), belarussische Skilangläuferin
- Karolik, Maxim (1893–1963), Tenor, Schauspieler und Kunstsammler
- Karólína Lea Vilhjálmsdóttir (* 2001), isländische FußballspielerinKarólína Lea Vilhjálmsdóttir (* 2001)

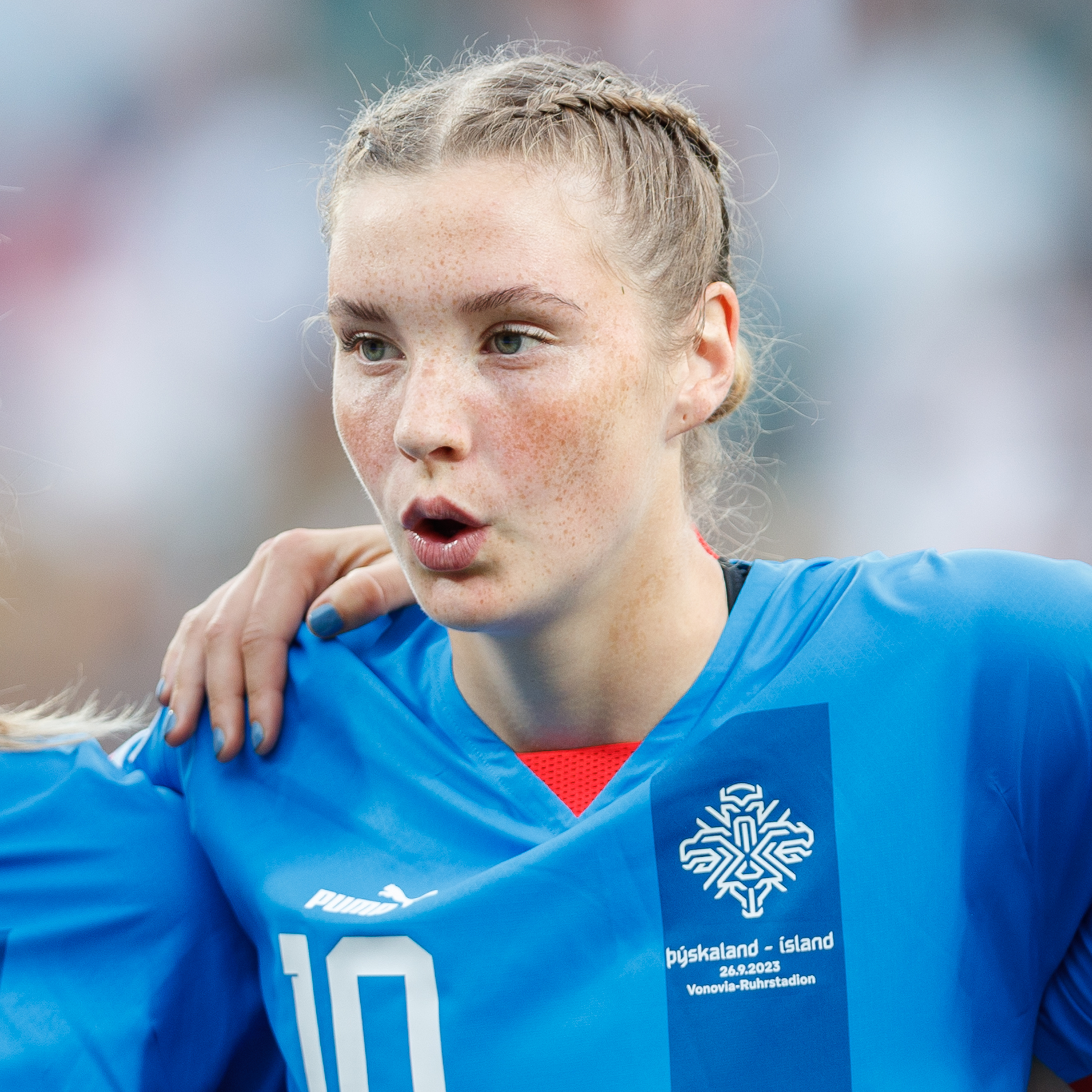
Karólína Lea Vilhjálmsdóttir (* 2001)

- Karolina von Österreich (1835–1840), Kaiserliche Prinzessin und Erzherzogin von Österreich, Königliche Prinzessin von Ungarn, Böhmen
- Karoline Amalie von Hessen-Kassel (1771–1848), Prinzessin von Hessen-Kassel, durch Heirat Herzogin von Sachsen-Gotha und Altenburg
- Karoline Auguste von Bayern (1792–1873), bayerische Adelige, Kronprinzessin von Württemberg, Kaiserin von ÖsterreichKaroline Auguste von Bayern (1792–1873)

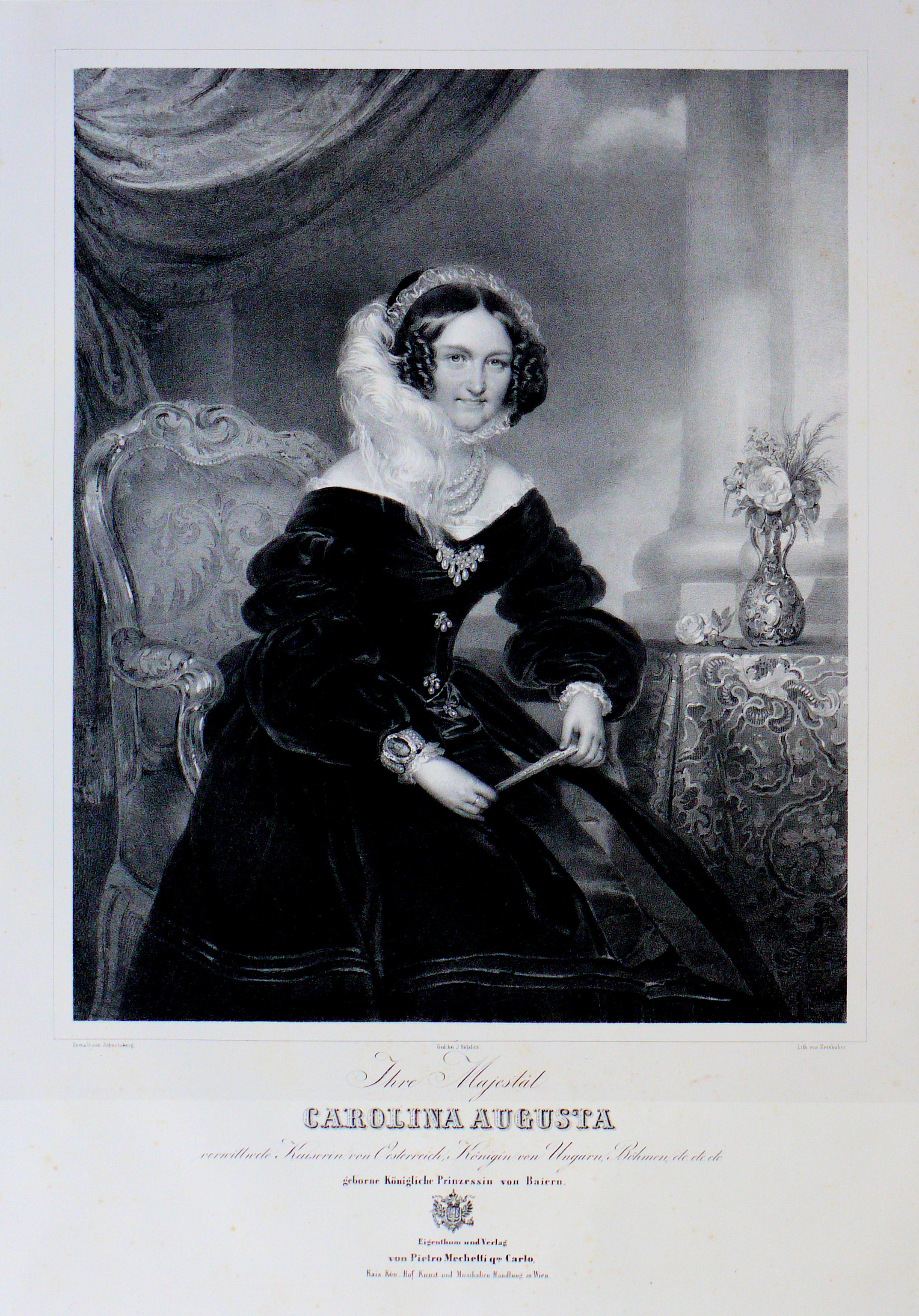
Karoline Auguste von Bayern (1792–1873)

- Karoline Felizitas (1734–1810), durch Heirat Fürstin von Nassau-Usingen
- Karoline Ferdinande von Österreich (1801–1832), Prinzessin von Sachsen
- Karoline Luise von Hessen-Darmstadt (1723–1783), Prinzessin von Hessen-Darmstadt, durch Heirat Markgräfin von Baden-Durlach
- Karoline Polyxena (1762–1823), durch Heirat Gräfin von Hessen-Kassel-Rumpenheim
- Karoline von Baden (1776–1841), Prinzessin von Baden, durch Heirat Königin von Bayern
- Karoline von Berlepsch (1820–1877), dritte Frau des Kurfürsten Wilhelm II.
- Karoline von Bretzenheim (1768–1786), Gräfin von Holnstein
- Karoline von Hessen-Homburg (1771–1854), Regentin des Fürstentums Schwarzburg-Rudolstadt
- Karoline von Hessen-Kassel (1732–1759), durch Heirat Fürstin von Anhalt-Zerbst
- Karoline von Manderscheid-Blankenheim (1768–1831), Fürstin von und zu Liechtenstein
- Karoline von Oranien-Nassau-Diez (1743–1787), Prinzessin von Oranien-Nassau-Dietz, durch Heirat Fürstin von Nassau-Weilburg
- Karoline von Österreich-Toskana (1869–1945), Erzherzogin von Österreich, durch Heirat Prinzessin von Sachsen-Coburg und Gotha
- Karoline von Pfalz-Zweibrücken (1721–1774), Landgräfin von Hessen-DarmstadtKaroline von Pfalz-Zweibrücken (1721–1774)

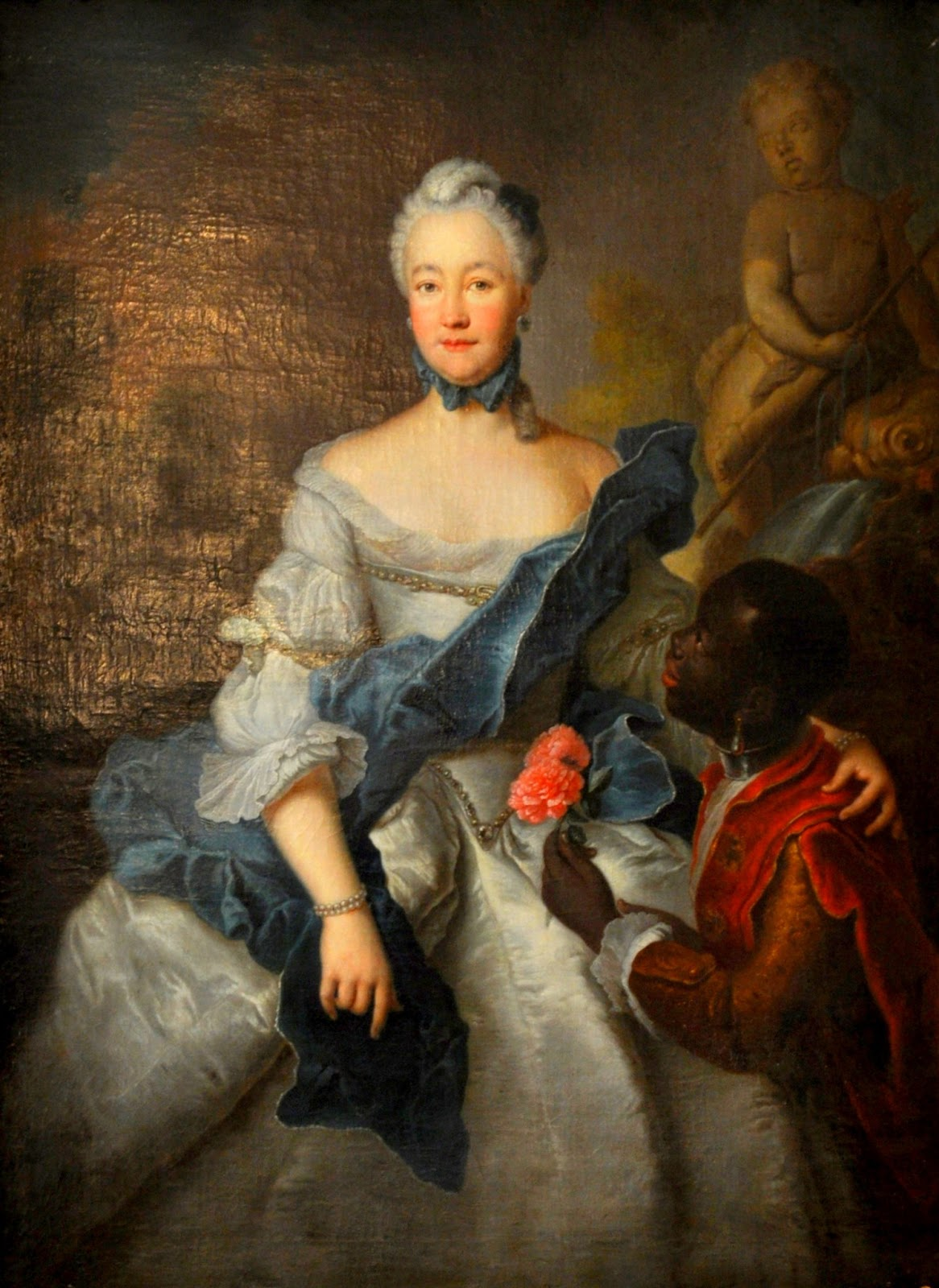
Karoline von Pfalz-Zweibrücken (1721–1774)

- Karolinski, Alexa (* 1984), deutsch-kanadische Filmemacherin
- Karolius, Jenny (* 1986), deutsche Handballspielerin
- Karolkiewicz, Justyna (* 1980), polnische Leichtathletin
- Karollus, Martin (* 1963), österreichischer Jurist und Hochschullehrer
- Karolus, August (1893–1972), deutscher Physiker
- Károly, Jenő (1886–1926), ungarischer Fußballspieler und -trainer
- Karoly, Jil (* 1958), deutsche Autorin, Journalistin
- Karoly, Lilly (1885–1971), österreichische Schauspielerin
- Károly, Makk (1925–2017), ungarischer Filmemacher
- Károly, Pavel (* 1951), slowakischer Graveur und Medailleur
- Károlyi, Ákos (1973–2013), ungarischer Badmintonspieler
- Károlyi, Alajos (1825–1889), österreichisch-ungarischer Diplomat
- Károlyi, Alexander (1669–1743), ungarischer Adeliger, Gutsbesitzer und Obergespan von Sathmar
- Károlyi, Anton (1732–1791), ungarischer Adeliger und Feldzeugmeister
- Károlyi, Franz (1705–1758), ungarischer Adeliger, Gutsbesitzer, Obergespan von Sathmar und General der Kavallerie
- Károlyi, Gáspár († 1592), ungarischer protestantischer Theologe und Bibelübersetzer
- Karolyi, George Andrew (* 1962), kanadisch-US-amerikanischer Wirtschaftswissenschaftler und Hochschullehrer
- Karolyi, Gilles, deutscher Synchronsprecher und Schauspieler
- Károlyi, György (1802–1877), ungarischer Politiker, Obergespan und Hofbeamter
- Károlyi, Gyula (1871–1947), ungarischer Adeliger und Politiker
- Károlyi, István (1845–1907), ungarischer Politiker
- Károlyi, Joseph (1768–1803), ungarischer Adeliger, Husaren-General und Obergespan von Békés und Sathmar
- Károlyi, Julian von (1914–1993), deutscher Pianist
- Károlyi, Julius (1837–1890), ungarischer Rittergutsbesitzer und Parlamentarier
- Károlyi, Ladislaus (1824–1852), ungarischer k.k. Marineoffizier
- Károlyi, Mihály (1875–1955), ungarischer PolitikerMihály Károlyi (1875–1955)

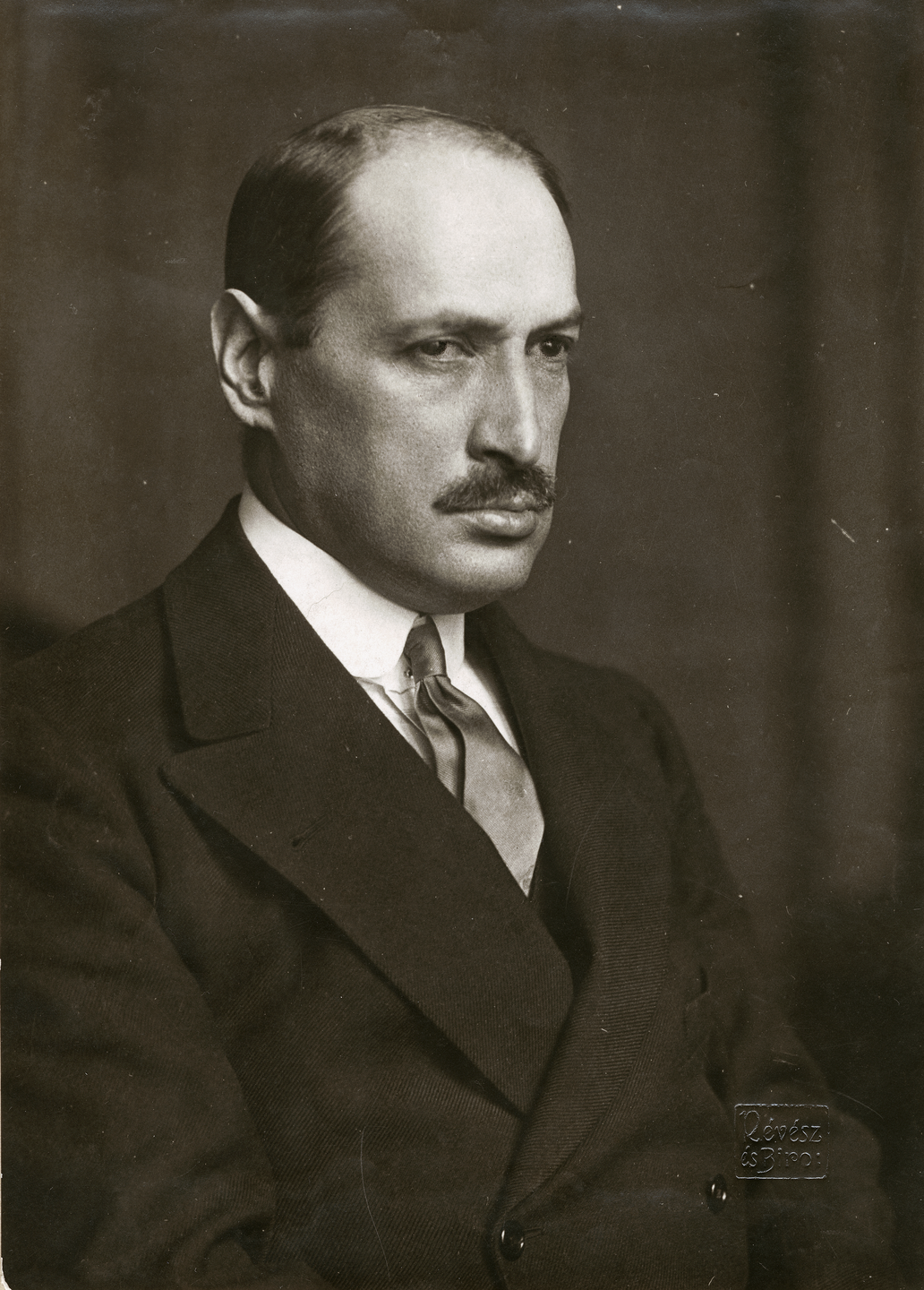
Mihály Károlyi (1875–1955)

- Károlyi, Sándor (1931–2022), ungarisch-deutscher Geiger, Konzertmeister und Hochschullehrer
- Károlyi, Tibor (1843–1904), ungarischer Politiker und Präsident des Magnatenhauses
- Károlyi, Victor (1839–1888), ungarischer Rittergutsbesitzer und Parlamentarier

### Karom
- Karomama II., Königin, Gemahlin von Osorkon II.
- Karomama Meritmut I., altägyptische Hohepriesterin

### Karon
- Karonen, Lassi (* 1976), schwedischer Ruderer
- Karonga, Lusako (* 1963), deutscher Schauspieler

### Karos
- Karosaitė, Neringa (* 1980), litauische Badmintonspielerin
- Karosas, Justinas (1937–2012), sowjetlitauischer Philosoph und Politiker, Mitglied des Seimas
- Karosas, Linas Tadas (* 1964), litauischer Unternehmer
- Karosas, Saulius (1958–2019), litauischer Unternehmer
- Karoshi, Peter (* 1975), österreichischer Schriftsteller und Historiker
- Karosi, Bálint (* 1979), ungarischer Organist und Klarinettist
- Karosi, Júlia (* 1982), ungarische Jazzsängerin und -komponistin

### Karot
- Karotamm, Nikolai (1901–1969), estnischer Politiker und Kommunist
- Karotemprel, Gregory (* 1933), indischer Geistlicher, emeritierter Bischof von Rajkot
- Karotka, Werner (* 1927), deutscher Politiker (SPD), MdHB

### Karou
- Karouani, Souffian El (* 2000), marokkanisch-niederländischer Fußballspieler
- Karoubi, Max (* 1938), französischer Mathematiker
- Karoui, Hamed (1927–2020), tunesischer Mediziner und Politiker
- Karoui, Mohamed (* 2001), deutscher Schauspieler und Unternehmer
- Karoui, Nabil (* 1963), tunesischer Politiker und Medienunternehmer
- Karoumi, Awni (1945–2006), irakischer Regisseur und Theaterwissenschaftler
- Karoutchi, Roger (* 1951), französischer Politiker (RPR, UMP, LR), Mitglied des Senats, MdEP
- Karouzou, Semni (1898–1994), griechische Klassische Archäologin

### Karov
- Karović, Nikola (* 1933), jugoslawischer Sänger

### Karow
- Karow, Andreas (* 1958), deutscher Strafverteidiger, Spielerberater und Fußballspieler
- Karow, Dieter (1940–2018), deutscher Fußballspieler (DDR)
- Karow, Emil (1871–1954), Bischof von Berlin
- Karow, Holger (* 1965), deutscher Segelflieger, Berufspilot, Fluglehrer, Kommentator und Flugcoach
- Karow, Karl (1790–1863), deutscher Komponist, Arrangeur und Schulmeister
- Karow, Maria (1879–1949), deutsche Autorin der Kolonialliteratur
- Karow, Matthias (* 1978), deutscher Schriftsteller, Tontechniker und Regisseur
- Karow, Otto (1913–1992), deutscher Japanologe und Sinologe
- Karow, Peter (* 1940), deutscher Unternehmer, Erfinder und Softwareentwickler
- Karow, Torsten (* 1970), deutscher Komponist, Texter und Liedermacher